# Nieuport 12
Nieuport 12 byl francouzský dvoumístný průzkumný dvouplošník vyráběný od roku 1915.
Nieuport 12 létal nejen ve francouzských vzdušných silách, ale i v britských Royal Flying Corps a Royal Naval Air Service a v italském a ruském letectvu.
Verze se silnějším motorem Clerget 9B o výkonu 130 k byla označována jako Nieuport 12bis.
V menších počtech byly vyráběny z Nieuportu 12 odvozené typy Nieuport 13B (cvičný letoun s motorem Le Rhône 9C o výkonu 80 k) a Nieuport 14 s motorem Hispano-Suiza o výkonu 150 nebo 175 k.

## Dochované exempláře
- Canada Aviation Museum v Ottawě v Kanadě

## Specifikace (Nieuport 12)

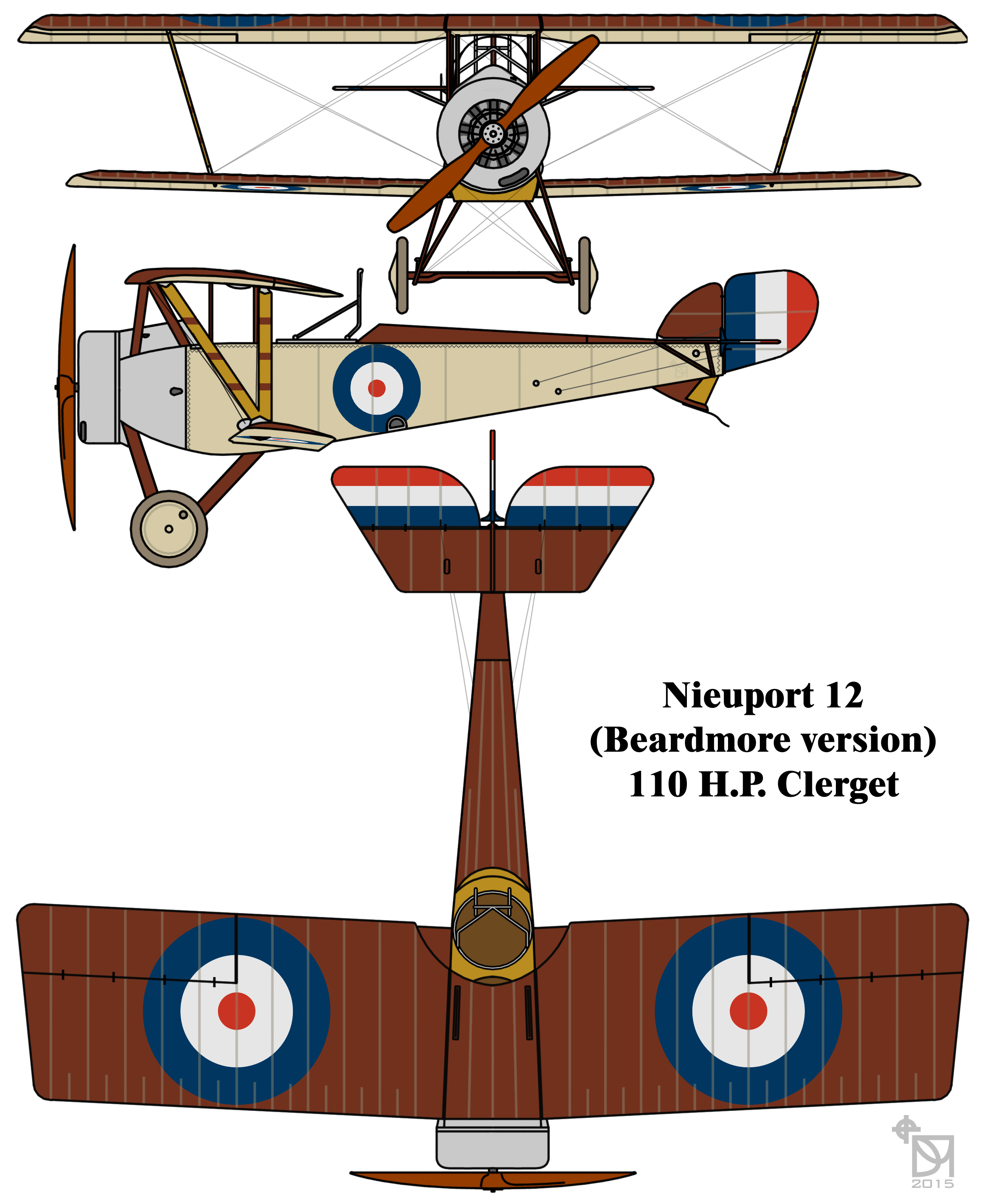
Nieuport 12 (Beardmore)

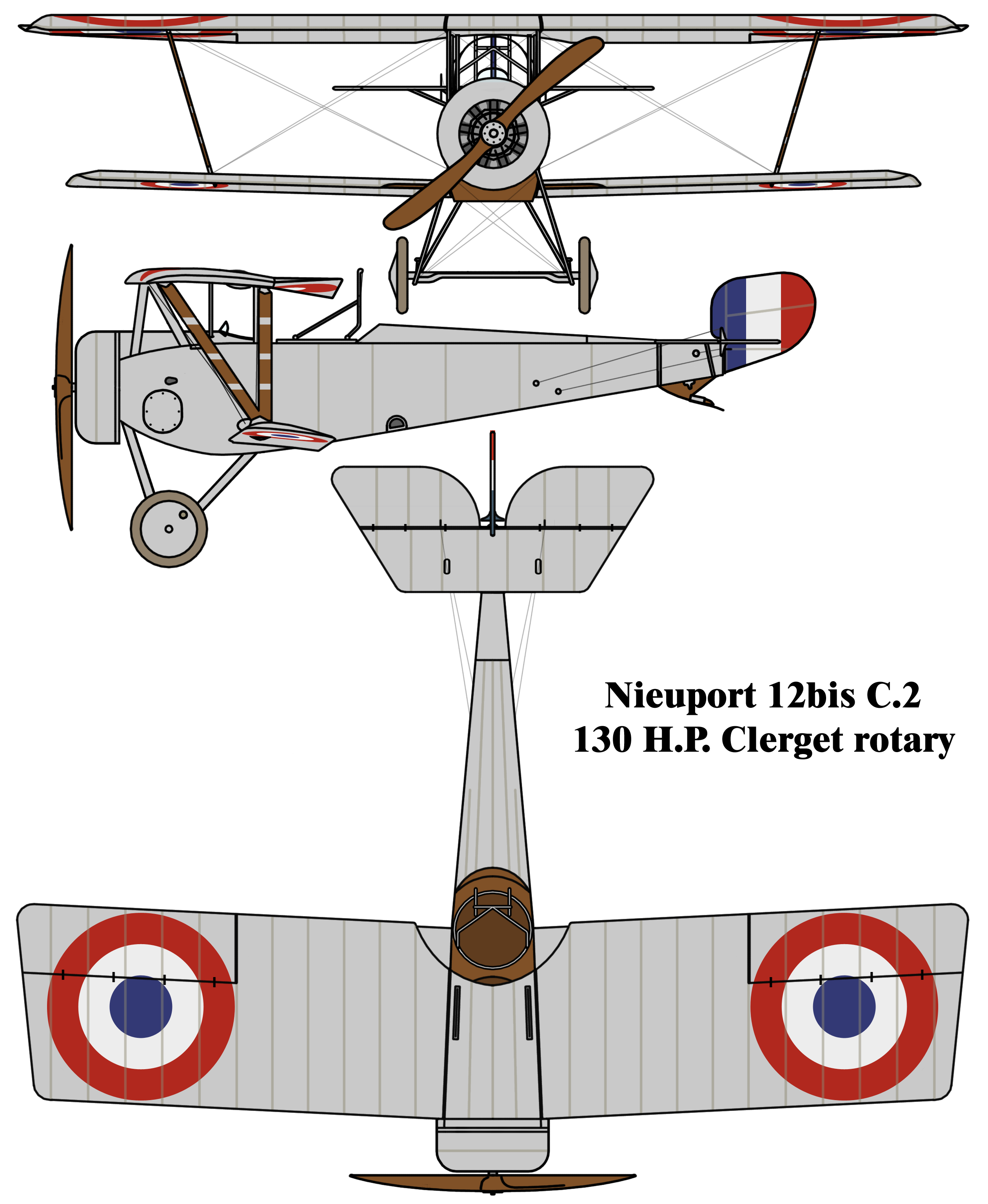
Nieuport 12bis C.2

### Technické údaje
- Osádka: 2
- Rozpětí: 9,00 m
- Délka: 7,10 m
- Výška: 2,70 m
- Nosná plocha: 23,00 m²
- Prázdná hmotnost: 550 kg
- Vzletová hmotnost : 875 kg
- Pohonná jednotka: 1 × rotační motor Clerget 9Z
- Výkon motoru: 110 k

### Výkony
- Maximální rychlost: 144 km/h v blízkosti země
- Dolet: 2,5 hod
- Dostup: 4 300 m
- Stoupavost:
  - do 1000 m za 4 min 30 s
  - do 2000 m za 10 min 30 s
  - do 3000 m za 20 min
  - do 4000 m za 35 min

### Výzbroj
- 1× pevný kulomet ráže 7,7 mm
- 1× pohyblivý kulomet ráže 7,7 mm